# Videojuego de simulación médica
Los videojuegos de simulación médica son un subgénero de los videojuegos de simulación en los que el jugador realiza funciones médicas tales como cirugías, operaciones y demás.
Algunos juegos destacados de este género de videojuegos son por ejemplo Trauma Center: Under the Knife, Trauma Center: New Blood y Anatomía de Grey: El Videojuego.